# Tierra Colorada 3ra. Sección
Tierra Colorada 3ra. Sección är en ort i Mexiko.   Den ligger i kommunen Huimanguillo och delstaten Tabasco, i den sydöstra delen av landet, 600 km öster om huvudstaden Mexico City. Tierra Colorada 3ra. Sección ligger 14 meter över havet och antalet invånare är 267.
Terrängen runt Tierra Colorada 3ra. Sección är mycket platt. Runt Tierra Colorada 3ra. Sección är det ganska glesbefolkat, med 45 invånare per kvadratkilometer. Närmaste större samhälle är Paso de la Mina 2da. Sección, 4,4 km norr om Tierra Colorada 3ra. Sección. Trakten runt Tierra Colorada 3ra. Sección består till största delen av jordbruksmark.